# سینما مهتاب (شیراز)
سینما مهتاب شیراز، یک سینمای (روباز) با دو سالن تابستانه و زمستانه واقع در ابتدای خیابان مشیر فاطمی بود. در سال۱۳۳۱ در چهارراه مشیر یا کل مشیر ساخته شد که به سینما دم کلی معروف شد که بعد با تغییر مالکان اسامی آن نیز به دنیا، شهرزاد و مهتاب تغییر پیدا کرد.

## تاریخچه
این سینما در سال ۱۳۳۱ با فیلم «دزد دوچرخه» به کارگردانی «ویتوریا دسیکا» و نام پارامونت گشایش یافت. روز ۱۹ مرداد ۱۳۵۷ سینما پارامونت شیراز به آتش کشیده شد.
هم‌اکنون محل این سینما، بعد از چندین بار خاک برداری، در حال ساخت یک مجتمع می‌باشد.
روابط عمومی و امور بین‌الملل شورای اسلامی شهر شیراز، با اشاره به تاریخی بودن گفت: قدمت این سینما به دهه ۳۰ بر می‌گردد وخاطره سه نسل پیشین را با خود به همراه دارد به گونه ای که بیشتر اهالی شیراز، فارس و شهرستان‌های مجاور از آن خاطره دارند.
مالک سابق سینما با اشاره به مصادره این مکان توسط دادگاه انقلاب اسلامی با ارائه مطالبی مخالفت خود را با تخریب سینما اعلام کرد و خواستار حفظ این سینما شد.